# 31772 Asztalos
31772 Asztalos è un asteroide della fascia principale. Scoperto nel 1999, presenta un'orbita caratterizzata da un semiasse maggiore pari a 2,8429573 UA e da un'eccentricità di 0,0758502, inclinata di 8,71000° rispetto all'eclittica.